# Muskegon
Muskegon és una ciutat de l'Estat del Michigan dels Estats Units d'Amèrica. Forma part del comtat del Muskegon i és la ciutat més gran del comtat. Segons el cens del 2000, té una població de 40.105 habitants.